# Zweden op de Paralympische Winterspelen 2014
Zweden is een van de landen die deelneemt aan de Paralympische Winterspelen 2014 in Sotsji, Rusland.

## Medailleoverzicht
| Sport      | Paralympiër                 | Onderdeel                      | Medaille |
| ---------- | --------------------------- | ------------------------------ | -------- |
| Langlaufen | Helene Ripa                 | 15 km staand(v)                | Goud     |
|            |                             |                                |          |
| Langlaufen | Zebastian Modin Helene Ripa | 4x2,5 km gemengde estafette    | Zilver   |
| Langlaufen | Zebastian Modin             | 1 km sprint visueel beperkt(m) | Zilver   |
|            |                             |                                |          |
| Langlaufen | Zebastian Modin             | 20 km visueel beperkt(m)       | Brons    |

## Deelnemers en resultaten
(m) = mannen, (v) = vrouwen 

### Alpineskiën
| Paralympiër          | Onderdeel                | Resultaat | Prestatie      |
| -------------------- | ------------------------ | --------- | -------------- |
| Linnea Ottosson Eide | Slalom, zittend(v)       | DNF       | Niet gefinisht |
| Linnea Ottosson Eide | Grote slalom, zittend(v) | 11e       | 4:05.29        |

### Biatlon
| Paralympiër                         | Onderdeel                   | Resultaat | Prestatie |
| ----------------------------------- | --------------------------- | --------- | --------- |
| Zebastian Modin Gids: Albin Ackerot | 7.5 km, visueel beperkt (m) | 8e        | 22:18.1   |

### Langlaufen
| Paralympiër                                     | Onderdeel                        | Resultaat | Prestatie    |
| ----------------------------------------------- | -------------------------------- | --------- | ------------ |
| Zebastian Modin Gids: Albin Ackerot             | 1 km sprint, visueel beperkt (m) | Zilver    | Finale       |
| Zebastian Modin Gids: Albin Ackerot             | 10 km, visueel beperkt (m)       | 6e        | 25:16.5      |
| Zebastian Modin Gids: Albin Ackerot             | 20 km, visueel beperkt (m)       | Brons     | 56:34.9      |
|                                                 |                                  |           |              |
| Helena Ripa                                     | 1 km sprint, staand (v)          | 15e       | Kwalificatie |
| Helena Ripa                                     | 5 km, staand (v)                 | 15e       | 16:24.5      |
| Helena Ripa                                     | 15 km, staand (v)                | Goud      | 49:49.2      |
|                                                 |                                  |           |              |
| Zebastian Modin Gids: Albin Ackerot Helene Ripa | 4 x 2.5 km estafette gemengd     | Zilver    | 27:44.3      |

### Rolstoelcurling
| Paralympiër                                                           | Onderdeel     | Resultaat | Prestatie |
| --------------------------------------------------------------------- | ------------- | --------- | --- |
| Patrick Kallin Glenn Ikonen Jalle Jungnell Zandra Reppe Kicki Ulander | Team, gemengd | 7e        | Groepsfase: (7e) SWE - FIN: 7 - 6 SWE - GBR: 4 - 6 CAN - SWE: 7 - 4 CHN - SWE: 8 - 4 RUS - SWE: 7 - 4 SWE - SVK: 9 - 3 SWE - USA: 3 - 8 SWE - NOR: 11 - 1 KOR - SWE: 3 - 13 |

### Sledgehockey
| Paralympiër | Onderdeel     | Resultaat | Prestatie |
| --- | ------------- | --------- | --- |
| Aron Andersson Gunnar From Christian Hedberg Marcus Holm Niklas Ingvarsson Kenth Jonsson Per Kasperi Rasmus Lundgren Ulf Nilsson Peter Ojala Stefan Olsson Niklas Rakos Axel Filip Silvstrand Olsson Anders Wistrand | Team, gemengd | 8e        | Groep A: (4e) CAN - SWE: 10 - 1 CZE - SWE: 2 - 1 NOR - SWE: 2 - 0 Kwalificatie plaats 5 t/m 8 ITA - SWE: 3 - 2 Plaats 7/8 KOR - SWE: 2 - 0 |